# Bratrouchov
Bratrouchov je místní část města Jablonec nad Jizerou nacházející se v Libereckém kraji v okrese Semily asi tři kilometry východně od centra Jablonce. Místní část leží v západní části Krkonošského podhůří, v údolí horního toku Vraního potoka pod vrchem Hejlov (839 m).
Bratrouchov je též název katastrálního území o výměře 6,42 km². Součástí Bratrouchova je několik horských osad v okolí, např. Brno.

## Historie
První písemná zmínka o vesnici pochází z roku 1652.

## Domov U Nás
Na území Bratrouchova se nachází moderní zařízení se zvláštním režimem zaměřené na sociální službu pro osoby se zdravotním postižením, Alzheimerovou chorobou a různými typy demence. Kapacita Domova v současné době činí 45 lůžek.